# Copa RS de Futebol Americano de 2017
A Copa RS de Futebol Americano de 2017, também conhecida como II Copa RS de Futebol Americano, foi a segunda edição desta competição de Futebol Americano envolvendo equipes do estado do Rio Grande do Sul, que não disputam competições nacionais ou regionais no segundo semestre da temporada. 
Neste ano, a Federação Gaúcha ampliou a competição abrindo a disputa para quatro diferentes categorias. Diferentemente da primeira temporada, o campeonato de 2017 foi dividido em quatro níveis: Full pad (Disputa principal para times novatos e que não disputam outras competições no segundo semestre), Full pad desenvolvimento (times em desenvolvimento de equipes que disputam outros campeonatos no semestre) e Flag masculino e Flag feminino. No final do ano, as equipes das duas competições Full pads se encontrarão em partidas amistosas, realizando jogos de caráter festivo no encerramento das competições de futebol americano no Estado em 2017.

## Participantes
| Time                    | Cidade         | Estádio (mando)                         |
| ----------------------- | -------------- | --------------------------------------- |
| Bulldogs FA             | Venâncio Aires | Estádio Edmundo Feix                    |
| Carlos Barbosa Ximangos | Carlos Barbosa | Campo do Serrano Futebol Clube          |
| Porto Alegre Warriors   | Porto Alegre   | Parque Esportivo PUCRS                  |
| Viamão Raptors          | Viamão         | Estádio Edmundo Feix, Venâncio Aires/RS |

## Fórmula de Disputa
Categoria Full Pad
Disputada por quatro equipes. Cada equipe realizará quatro partidas no total, sendo três na temporada regular e mais a disputa do título ou terceira posição. A fórmula adotada neste ano difere da utilizada na temporada passada, onde cada cidade sediava uma etapa, com jogos duplos. Neste ano as equipes veteranas (Bulldogs FA e Carlos Barbosa Ximangos) fazem dois dos três jogos com seu mando, enquanto as duas equipes estreantes (Porto Alegre Warriors e Viamão Raptors) fazem um jogo cada em seu mando de campo. As equipes quer terminarem a temporada nas duas primeiras posições fazem a final da competição, restando às demais, disputar o terceiro lugar.
Categoria Full Pad Desenvolvimento
Disputada por três equipes. Cada equipe realizará duas partidas na temporada regular, sendo uma como mandante e outra como visitante. As duas melhores equipes fazem a final da competição.
Categoria Flag Feminino
Disputado por cinco equipes. Todas as equipes se enfrentam, todas contra todas, no dia 9 de dezembro. As duas melhores equipes da classificação final fazem a final da competição.
Categoria Flag Masculino
Disputado por três equipes. Todas as equipes se enfrentam, todas contra todas, no dia 28 de outubro. As duas melhores equipes da classificação final fazem a final da competição. Ainda há a disputa na categoria juvenil, composto por duas equipes. O vencedor do confronto é o campeão. O jogo ocorre também no dia 28 de outubro.

## Classificação Final
| Grupo Único             |   |   |   |       |    |     |      |     |
| Time                    | V | D | E | PCT   | PF | PS  | SP   | SEQ |
| Bulldogs FA             | 3 | 0 | 0 | 1.000 | 95 | 17  | 78   | 3V  |
| Porto Alegre Warriors   | 2 | 1 | 0 | 6.700 | 91 | 45  | 46   | 1D  |
| Carlos Barbosa Ximangos | 1 | 2 | 0 | 3.300 | 71 | 54  | 17   | 2D  |
| Viamão Raptors          | 0 | 3 | 0 | 0.000 | 02 | 143 | -141 | 3D  |

|  |                                                   |
|  | Equipes classificadas à Final                     |
|  | Equipes classificadas à Disputa de Terceiro Lugar |

### Jogos da Temporada Regular
| Semana 1                |        |        |                         |                        |                                                   |
| Time da casa            | Pontos | Pontos | Time visitante          | Data do jogo           | Local do jogo                                     |
| Bulldogs FA             | 32     | 00     | Carlos Barbosa Ximangos | 24 de setembro de 2017 | Estádio Edmundo Feix, Venâncio Aires/RS           |
| Porto Alegre Warriors   | 54     | 00     | Viamão Raptors          | 1 de outubro de 2017   | Parque Esportivo PUCRS, Porto Alegre/RS           |
| Semana 2                |        |        |                         |                        |                                                   |
| Time da casa            | Pontos | Pontos | Time visitante          | Data do jogo           | Local do jogo                                     |
| Carlos Barbosa Ximangos | 16     | 20     | Porto Alegre Warriors   | 15 de outubro de 2017  | Campo do Serrano Futebol Clube, Carlos Barbosa/RS |
| Viamão Raptors          | 00     | 34     | Bulldogs FA             | 22 de outubro de 2017  | Estádio Edmundo Feix, Venâncio Aires/RS           |
| Semana 3                |        |        |                         |                        |                                                   |
| Time da casa            | Pontos | Pontos | Time visitante          | Data do jogo           | Local do jogo                                     |
| Carlos Barbosa Ximangos | 55     | 02     | Viamão Raptors          | 18 de novembro de 2017 | Campo do Serrano Futebol Clube, Carlos Barbosa/RS |
| Bulldogs FA             | 29     | 17     | Porto Alegre Warriors   | 19 de novembro de 2017 | Estádio Edmundo Feix, Venâncio Aires/RS           |

### Jogos da Fase Final
| Disputa de Terceiro Lugar |        |        |                       |                        |                                                   |
| Time da casa              | Pontos | Pontos | Time visitante        | Data do jogo           | Local do jogo                                     |
| Carlos Barbosa Ximangos   | 50     | 06     | Viamão Raptors        | 03 de dezembro de 2017 | Campo do Serrano Futebol Clube, Carlos Barbosa/RS |
| Final                     |        |        |                       |                        |                                                   |
| Time da casa              | Pontos | Pontos | Time visitante        | Data do jogo           | Local do jogo                                     |
| Bulldogs FA               | 7      | 0      | Porto Alegre Warriors | 17 de dezembro de 2017 | Estádio Edmundo Feix, Venâncio Aires/RS           |

## Campeão
| Copa RS de 2017                 |
| ------------------------------- |
| Bulldogs FA Campeão (1º título) |